# La Pivellina
La Pivellina (Alternativtitel: Die Kleine) ist ein Film von Tizza Covi und Rainer Frimmel aus dem Jahr 2009. Der Film wurde mit Laiendarstellern, teilweise aus der Dokumentation Babooska, gedreht.

## Handlung
Auf der Suche nach ihrem entlaufenen Hund findet Patti, eine in die Jahre gekommene Zirkusfrau, die mit ihrem Mann Walter in einem Wohnwagen wohnt, ein ausgesetztes zweijähriges Mädchen und beschließt, sich um es zu kümmern. Mit der Hilfe von Tairo, einem Teenager, der mit seiner Großmutter in einem benachbarten Container wohnt, macht sich Patti auf die Suche nach der Mutter des Kindes und gibt dem Mädchen vorübergehend ein neues Zuhause.

## Festivals
Seit der Uraufführung bei den Internationalen Filmfestspielen von Cannes lief La Pivellina auf über 120 internationalen Filmfestivals (u. a. Berlinale, Toronto, Karlovy Vary, New York, San Francisco) und erhielt über 30 Auszeichnungen.

## Auszeichnungen (Auswahl)
- 2009 may, Festival International du Film de Cannes

Prix Europa Cinemas Label – Bester Europäischer Film
- 2009 June, Pesaro Film Festival

Premio “Lino Miccichè” – Bester Spielfilm
- 2009 aug, International Film Summerfest Durres

Goldener Gladiator für den besten Spielfilm
- 2009 aug, Annecy Cinéma Italien

Prix d'Interprétation Féminine (Patrizia Gerardi) – Beste Schauspielerin
Prix Spécial du Jury
- 2009 oct, Kyiv International Film Festival Molodist

Ecumenical Jury Prize
Grand Prix “Scythian Deer” for Best Feature Film – Bester Spielfilm
Yves Montand Prize for Best Acting (Patrizia Gerardi)
- 2009 oct, Mumbai International Film Festival

Jury Grand Prize
- 2009 oct, Valdivia International Film Festival

Mejor Película – Bester Spielfilm
Premió de Público – Publikumspreis
- 2009 nov, Leeds International Film Festival

Goldene Eule für den besten Spielfilm
- 2009 nov, Gijón International Film Festival

Premio “Principado de Asturias” Mejor Largometraje – Bester Spielfilm
Premio Mejor Actriz (Patrizia Gerardi) – Beste Schauspielerin
- 2009 nov, Castellininaria Festival Internazionale del Cinema Giovane Bellinzona

Premio “Ambiente e Salute: Qualità di Vita”
- 2010 jan, Festival Premiers Plans d'Angers

Grand Prix for Best Feature Film – Bester Spielfilm
Prix Mademoiselle Ladubay Long Metrage – Beste Schauspielerin (Patrizia Gerardi)
- 2010 mar, Diagonale

Großer Diagonale Preis für den besten österreichischen Spielfilm 2009/10
- 2010 apr, IndieLisboa

Distribution Award Caixa Geral de Depósitos
- 2010 apr, Festival Cinematográfico Internacional de Uruguay

Mencione del Jurado
Mencione del Jurado FIPRESCI Uruguay
- 2010 April, Buenos Aires Festival Internacional de Cine Independiente

Premio UNICEF
- 2010 June, Nastri d’Argento:

Menzione Speciale Migliore Opera Prima
- 2010 July, Bimbi Belli Roma

Premio Miglior Film – Bester Spielfilm
Premio Miglior Attrice – Beste Schauspielerin (Patrizia Gerardi)
- 2010 July, Gallio Film Festival

Premio del Pubblico – Publikumspreis
Premio Migliore Opera Prima
- 2010 aug, Sarzana Film Festival

Premio “Cineforum Sarzana” Migliore Film – Bester Spielfilm
Im Oktober 2009 war La Pivellina der Eröffnungsfilm der Viennale.
Die Austrian Film Commission nominierte La Pivellina als österreichischen Kandidaten für die Auszeichnung als bester fremdsprachiger Film bei der Oscarverleihung 2011. Der Film gelangte aber nicht in die engere Auswahl. Bei der Verleihung des Österreichischen Filmpreises 2011 folgten Nominierungen in den Kategorien Regie und Schnitt.

## Kritik
- Schöner kann Kino kaum sein. Der Tagesspiegel
- Es ist ein Film, man muss es so sagen, der ans Herz geht. taz
- Der wunderbare Spielfilm La Pivellina Die Zeit
- Lebensnäher dürfte der fiktionale Film kaum werden. Schnitt
- Bewegend, ein Film mit großer Wirkung. Die Welt
- La Pivellina ist eine echte kleine Entdeckung mit großem Herzen. kino-zeit.de
- Große Empfehlung. Deutschlandfunk
- Film trifft Wirklichkeit. perlentaucher.de
- La Pivellina steht ohne Frage in einer langen Kinotradition, die von den Dardenne-Brüdern über Ettore Scola und Pier Paolo Pasolini direkt zurück zum italienischen Neorealismus führt. filmstarts.de
- Willkommen im Leben cineman.ch